# NRP2
Neuropilin-2 je protein koji je kod ljudi kodiran NRP2 genom.
Ovaj protein je član neuropilinske familije receptora. On je transmembranski protein koji se vezuje za SEMA3C protein (sema domen, imunoglobulinski domen (Ig), kratki bazni domen) i SEMA3F protein. On formira interakciju sa vaskularnim endotelnim faktorom rasta (VEGF). Ovaj protein učestvuje u kardiovaskularnom razvoju, navođenu aksona, i tumorigenezi. Višestruke transkriptne varijante koje kodiraju različite izoforme su poznate.

## Literatura
- Neufeld G, Cohen T, Gengrinovitch S, Poltorak Z (1999). „Vascular endothelial growth factor (VEGF) and its receptors.”. FASEB J. 13 (1): 9—22. PMID 9872925.
- Kolodkin AL; Levengood DV; Rowe EG;  . (1997). „Neuropilin is a semaphorin III receptor.”. Cell. 90 (4): 753—62. PMID 9288754. doi:10.1016/S0092-8674(00)80535-8.
- Giger RJ; Urquhart ER; Gillespie SK;  . (1999). „Neuropilin-2 is a receptor for semaphorin IV: insight into the structural basis of receptor function and specificity.”. Neuron. 21 (5): 1079—92. PMID 9856463. doi:10.1016/S0896-6273(00)80625-X.
- Chen H, He Z, Bagri A, Tessier-Lavigne M (1999). „Semaphorin-neuropilin interactions underlying sympathetic axon responses to class III semaphorins.”. Neuron. 21 (6): 1283—90. PMID 9883722. doi:10.1016/S0896-6273(00)80648-0.
- Takahashi T; Nakamura F; Jin Z;  . (1999). „Semaphorins A and E act as antagonists of neuropilin-1 and agonists of neuropilin-2 receptors.”. Nat. Neurosci. 1 (6): 487—93. PMID 10196546. doi:10.1038/2203.
- Rossignol M, Beggs AH, Pierce EA, Klagsbrun M (1999). „Human neuropilin-1 and neuropilin-2 map to 10p12 and 2q34, respectively.”. Genomics. 57 (3): 459—60. PMID 10329017. doi:10.1006/geno.1999.5790.
- Tamagnone L; Artigiani S; Chen H;  . (1999). „Plexins are a large family of receptors for transmembrane, secreted, and GPI-anchored semaphorins in vertebrates.”. Cell. 99 (1): 71—80. PMID 10520995. doi:10.1016/S0092-8674(00)80063-X.
- Gluzman-Poltorak Z, Cohen T, Herzog Y, Neufeld G (2000). „Neuropilin-2 is a receptor for the vascular endothelial growth factor (VEGF) forms VEGF-145 and VEGF-165 [corrected].”. J. Biol. Chem. 275 (24): 18040—5. PMID 10748121. doi:10.1074/jbc.M909259199.
- Handa A; Tokunaga T; Tsuchida T;  . (2000). „Neuropilin-2 expression affects the increased vascularization and is a prognostic factor in osteosarcoma.”. Int. J. Oncol. 17 (2): 291—5. PMID 10891538.
- Rossignol M, Gagnon ML, Klagsbrun M (2001). „Genomic organization of human neuropilin-1 and neuropilin-2 genes: identification and distribution of splice variants and soluble isoforms.”. Genomics. 70 (2): 211—22. PMID 11112349. doi:10.1006/geno.2000.6381.
- Gluzman-Poltorak Z, Cohen T, Shibuya M, Neufeld G (2001). „Vascular endothelial growth factor receptor-1 and neuropilin-2 form complexes.”. J. Biol. Chem. 276 (22): 18688—94. PMID 11278319. doi:10.1074/jbc.M006909200.
- Cohen T; Gluzman-Poltorak Z; Brodzky A;  . (2001). „Neuroendocrine cells along the digestive tract express neuropilin-2.”. Biochem. Biophys. Res. Commun. 284 (2): 395—403. PMID 11394892. doi:10.1006/bbrc.2001.4958.
- Herzog Y; Kalcheim C; Kahane N;  . (2002). „Differential expression of neuropilin-1 and neuropilin-2 in arteries and veins.”. Mech. Dev. 109 (1): 115—9. PMID 11677062. doi:10.1016/S0925-4773(01)00518-4.
- Oh H; Takagi H; Otani A;  . (2002). „Selective induction of neuropilin-1 by vascular endothelial growth factor (VEGF): a mechanism contributing to VEGF-induced angiogenesis.”. Proc. Natl. Acad. Sci. U.S.A. 99 (1): 383—8. PMC 117569 . PMID 11756651. doi:10.1073/pnas.012074399.
- Fakhari M; Pullirsch D; Abraham D;  . (2002). „Selective upregulation of vascular endothelial growth factor receptors neuropilin-1 and -2 in human neuroblastoma.”. Cancer. 94 (1): 258—63. PMID 11815985. doi:10.1002/cncr.10177.
- Cohen T; Herzog Y; Brodzky A;  . (2002). „Neuropilin-2 is a novel marker expressed in pancreatic islet cells and endocrine pancreatic tumours.”. J. Pathol. 198 (1): 77—82. PMID 12210066. doi:10.1002/path.1179.
- Kawakami T; Tokunaga T; Hatanaka H;  . (2003). „Neuropilin 1 and neuropilin 2 co-expression is significantly correlated with increased vascularity and poor prognosis in nonsmall cell lung carcinoma.”. Cancer. 95 (10): 2196—201. PMID 12412174. doi:10.1002/cncr.10936.
- Strausberg RL; Feingold EA; Grouse LH;  . (2003). „Generation and initial analysis of more than 15,000 full-length human and mouse cDNA sequences.”. Proc. Natl. Acad. Sci. U.S.A. 99 (26): 16899—903. PMC 139241 . PMID 12477932. doi:10.1073/pnas.242603899.